# マイキュレーター
マイキュレーター (Miculator) は、微小循環観察機で、復旦大学（旧上海医科大学）病理生理学教室で開発されたものである。

## 概要・特徴
マイキュレーターは、主に微小循環（毛細血管・末梢血管）を観察する血流の観察機器であり、操作方法は簡易である。
本機は実態顕微鏡にCCDカメラ（Charge Coupled Deviceカメラ）を取り付けたもので、モニターに映像を映し出し、微小循環をリアルタイムに観察することができる。200倍から400倍の倍率にて皮下の微小循環の鮮明な映像を写し出す特殊な実体顕微鏡である。
心臓から送り出された血液が大動脈、細動脈を通って微小の末梢血管へと流れてきている最前線の血液の流れをＴＶ等モニターに出力することでリアルタイムに観察することができる。ビデオ機器等を接続することで録画も可能である。また、専用のコンピューターを取り付けると20項目からなる測定を行うこともできる。

## 測定部位
マイキュレーターで指の血流を観察するとき、利き腕とは逆手の薬指の先を見るのが国際基準となっている。この部位が経験的に一番破損が少なく、また心臓から遠いところであり変化が出やすい部位のためである。マイキュレーターの検査は主に実態顕微鏡による指先の観察であり、血管造影とは異なり、針や検査機器で体を傷つけたり、自らが大きな装置に入ることはない。

## 観察項目
【鮮明度】係蹄数・輸入脚口径・輸入脚面積・輸出脚口径・輸出脚面積・輸出／輸入脚口径・係蹄頂部口径・係蹄頂部面積・係蹄長・捩血管数・奇形血管数
【流速】血管運動・赤血球凝集・白血球数・白色微小血栓・血色・血管周囲滲出・係蹄出血・乳頭下静脈・乳頭・汗腺導管・総合判断

## 観察・考察・推察・洞察
東洋医学では古くから瘀血（おけつ）という言葉があるが、マイキュレーターによる微小循環（毛細血管）の自己観察は、康復医学に基づき病気の一次予防のため食事や運動などで生活習慣を改善し、健康を維持すること（予防意識）を目的とした自己観察のためのものである。マイキュレーターでの出力映像では血管の状態や血流を目視することができ、血管の縮みや絡み、血流の量や速度等も確認することができる。一般的に血液の流れが悪くなると、その影響はまず微小循環系に現れる。例えば、末端の微小循環の状態が良くなければ、微小循環での血流状態が悪くなり、生体防御機能としての応急処置として、心臓が圧力をあげようとし、それが高血圧の一因となる。
これらのことから末端の微小循環を観察することで、その予測が可能となる場合がある。微小循環（毛細血管）の形態、流動状態、ループ、血管口径、血流速度を観察し、医師等専門家の意見を受け、体調管理へと繋げることが望まれる。
病院等医療現場、薬局等に設置されていることが多い。また定期的にマイキュレーターを用いて微小循環の観察を行っている薬局もある。